# Javier Hernández Cebrián
Javier Hernández Cebrián (Santa Cruz de Tenerife, 26 de noviembre de 1983) es un deportista español que compitió en vela en la clase Laser.
Ganó una medalla de bronce en el Campeonato Mundial de Laser de 2008 y una medalla de plata en el Campeonato Europeo de Laser de 2009. Participó en dos Juegos Olímpicos de Verano, ocupando el decimocuarto lugar en Pekín 2008 y el decimosegundo en Londres 2012.

## Palmarés internacional
| \| Campeonato Mundial \| Campeonato Mundial \| Campeonato Mundial \| Campeonato Mundial \| \| Año \| Lugar \| Medalla \| Clase \| \| ------------------ \| -------------------- \| ------------------ \| ------------------ \| \| 2008 \| Terrigal (Australia) \| Medalla de bronce \| Laser \| \| Campeonato Europeo \| \| \| \| \| Año \| Lugar \| Medalla \| Clase \| \| 2009 \| Landskrona (Suecia) \| Medalla de plata \| Laser \| |                      |                   |       |
| Campeonato Mundial |                      |                   |       |
| Año | Lugar                | Medalla           | Clase |
| 2008 | Terrigal (Australia) | Medalla de bronce | Laser |
| Campeonato Europeo |                      |                   |       |
| Año | Lugar                | Medalla           | Clase |
| 2009 | Landskrona (Suecia)  | Medalla de plata  | Laser |